# Emil Selbmann
Emil Selbmann (* 22. Dezember 1852 in Crimmitschau; † 8. Juni 1914 in Zwickau) war ein deutscher Zimmermann, Baumeister und Bauunternehmer sowie Inhaber einer Ziegelei.

## Berufliche Entwicklung
Selbmann war der Sohn eines Crimmitschauer Textilfabrikanten. Nach dem Besuch der Bürgerschule absolvierte er eine Lehre und die Gesellenzeit bei einem Zimmermeister. In Chemnitz und Dresden besuchte er mit Erfolg die Baugewerkschule. Während seiner Tätigkeit im Atelier der Dresdner Architekten Hermann und Martin bestand er 1876 die Prüfung für Bauhandwerker. Bis 1877 arbeitete er bei den Architekten Ernst Sommerschuh und Gustav Rumpel, ebenfalls in Dresden. Im Mai 1878 eröffnete er in Zwickau sein Büro für Architektur und Bauausführungen. Wenige Jahre danach baute er eine eigene Ziegelei. Später wird er auch als (Mit-)Inhaber der Zwickauer Gusswerke GmbH genannt.
Emil Selbmann heiratete 1880 Johanna Esther Minon geborene Trobsch. Er hatte mit ihr einen Sohn Richard und die beiden Töchter Charlotte (verheiratete Schmid) und Marie (verheiratete von Ortloff). Das Erbbegräbnis der Familie Selbmann / Rässler befindet sich auf dem Hauptfriedhof in Zwickau.

## Bauten und Entwürfe
- 1882: Bauten der Dampfziegelei Emil Selbmann in Zwickau, Reichenbacher Straße 117–119[1]
- 1882–1883: Bauausführung der Großen Mädchenschule in Greiz (heute Teil des Ulf-Merbold-Gymnasiums)[2]
- um 1884: Exerzierhalle in Zwickau
- 1892: Geschäftshaus mit Druckereigebäude Förster & Borries in Zwickau, Schulstraße 5–9 (heute Peter-Breuer-Straße; unter Denkmalschutz[3])
- 1894–1895: Bauausführung des Wohn- und Geschäftshauses für Richard Trobsch in Zwickau, Hauptmarkt 9/10 (nach Entwurf des Berliner Architekten Albert Bohm[4]; unter Denkmalschutz[3])
- 1895: Wohn- und Geschäftshaus in Zwickau, Schumannstraße 12 (unter Denkmalschutz[3])
- 1897: Wohn- und Geschäftshaus in Zwickau, Schumannstraße 2 und 4 (mit Selbmanns Initialen; unter Denkmalschutz[3])
- 1900: Bauausführung der Bismarcksäule auf dem Windberg bei Zwickau (nach Entwurf des Dresdener Architekten Ernst Kühn; 1964 abgebrochen)[5]
- 1908: Bauten der Zwickauer Gusswerke GmbH in Zwickau-Pölbitz, Altenburger Straße 99 (ab 1938 Leipziger Straße 213)[6][7]